# Biélorussie aux Jeux olympiques d'hiver de 2018
La Biélorussie participe aux Jeux olympiques d'hiver de 2018 à Pyeongchang en Corée du Sud du 9 au 25 février 2018. Il s'agit de sa septième participation à des Jeux d'hiver.

## Tableau des médailles
| Médaille                           | Nom                                                                | Sport           | Épreuve        | Date       |
| ---------------------------------- | ------------------------------------------------------------------ | --------------- | -------------- | ---------- |
| Or                                 | Hanna Huskova                                                      | Ski acrobatique | Sauts (F)      | 16 février |
| Or                                 | Nadezhda Skardino Iryna Kryuko Dzinara Alimbekava Darya Domracheva | Biathlon        | Relais (F)     | 22 février |
| Médaille d'argent, Jeux olympiques | Darya Domracheva                                                   | Biathlon        | Mass start (F) | 17 février |

## Participation
Aux Jeux olympiques d'hiver de 2018, les athlètes de l'équipe de Biélorussie participent aux épreuves suivantes : 
| Sport                                | Hommes | Femmes | Total |
| ------------------------------------ | ------ | ------ | ----- |
| Ski alpin                            | 1      | 1      | 2     |
| Biathlon                             | 5      | 5      | 10    |
| Ski de fond                          | 4      | 5      | 9     |
| Ski acrobatique                      | 3      | 3      | 6     |
| Patinage de vitesse sur piste courte | 1      | 0      | 1     |
| Patinage de vitesse                  | 2      | 3      | 5     |
| Total                                | 16     | 17     | 33    |